# Bilal Hassani
Bilal Hassani (født 9. september 1999) er en fransk sanger og YouTuber. Han repræsenterer Frankrig i Eurovision Song Contest 2019 med sangen "Roi" efter at have scoret 200 point i finalen i Destination Eurovision 2019.